# Stephan Kienlin
Stephan Kienlin (* um 1500; † 27. Mai 1570 in Tübingen) war Gerber und Bürgermeister von Tübingen. Stephan Kienlin war der Ahnherr der einflussreichen und wohltätigen Tübinger Familie Kienlin.

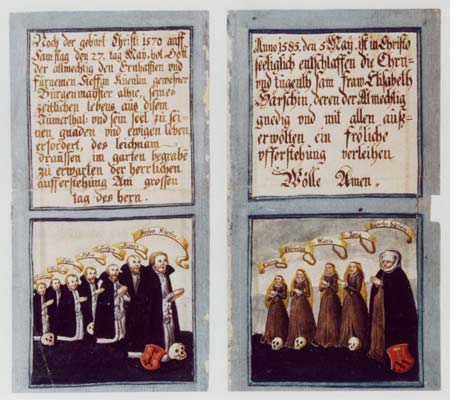
Stephan Kienlins Holzepitaph (früher in der Jakobuskirche in Tübingen)

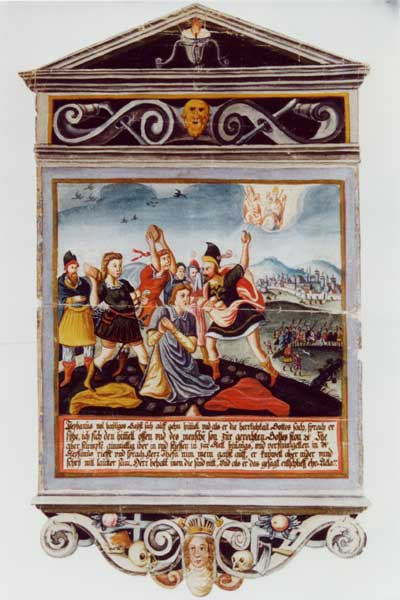
Hlg. Stephanus auf dem verschollenen Epitaph Stephan Kienlins

## Leben
Die Familie Kienlin stammte ursprünglich aus Dußlingen. Über seine Jugend gibt es keine Informationen. Er war Gerber vom Beruf und mit Elisabeth Hiersch verheiratet. In den letzten 20 Jahren seines Lebens wurde er zur öffentlichen Person mit zunehmender Verantwortung. Von 1550 bis 1562 war er Spitalpfleger. Seit 1558 war er Gerichtsverwandter und zusätzlich seit 1561 bis zu seinem Tod war er Bürgermeister von Tübingen. 1561 fungierte er außerdem als Stadtsiegler und seit 1563 war er Mitglied des Engern Ausschusses der Landschaft.
Stephan Kienlin wohnte in seinem Haus in der Hirschgasse am Ammerkanal an der Stelle, wo jetzt das Haus 10/12 steht. Er war der Ahnherr der einflussreichen und wohltätigen Familie Kienlin, die bis ins 18. Jahrhundert in Tübingen lebte. Zeugnisse ihrer Spendenbereitschaft sind beispielsweise die zwei silbernen Abendmahlskannen für die Tübinger Kirchen, welche jetzt in der Dauerausstellung des Stadtmuseums zu sehen sind, sowie die 1682 gestiftete Kienlinglocke (dazu weiter unten).

## Kienlin-Holzepitaph
Für die Tübinger Jakobuskirche wurde nach dem Tod seiner Ehefrau (1585) ein Holz-Epitaph für das Ehepaar gestiftet. Das Epitaph maß etwa 7 mal 4 Schuh, was 2 mal 1,15 m entspricht. Zwischen zwei Schmuckleisten befand sich eine quadratische Bildtafel, die das Martyrium des Heiligen Stephanus darstellte. Dieser wurde wegen Gotteslästerung verleumdet und gesteinigt. An den Seiten dieser Bildtafel war je eine Flügeltür angebracht, die man auf- und zuklappen und auch abschließen konnte. Waren die Flügeltüren geöffnet, so sah der Betrachter links Stephan Kienlin und seine Söhne, rechts seine Ehefrau und die Töchter. Ein Totenschädel kennzeichnete jeweils die Kinder, die bereits vor den Eltern verstorben waren.
Im Auftrag des Straßburger Kaufmanns Jean-Christophe Kienlin (1747–1812), Stephan Kienliens Nachkomme in der 7. Generation, wurde das Epitaph 1788/89 von dem Stammbuchmaler Jacob Daniel Schreiber (Sohn von Johann Gottfried Schreiber) renoviert. Er fertigte damals auch eine getreue 36 × 22 cm große Kopie auf Büttenpapier. Nur dank dieser Kopie ist das Aussehen des Epithas heute bekannt, denn es selbst wurde 1870 bei Renovierungsarbeiten – wie übrigens alle anderen Holzepitaphien auch – aus der Kirche entfernt und ist seitdem verschollen.

## Kienlin-Glocke
Seit der 2. Hälfte des 17. Jahrhunderts bemühte man sich die zahlreichen Verluste der Glocken im Dreißigjährigen Krieg durch neue Glocken auszugleichen. Das galt auch für Tübingen. 1682 wurde eine Glocke von Stephan Kienlins Nachkommen gestiftet, die an ihn erinnern sollte und die heute noch auf dem Turm der Tübinger Stiftskirche hängt. Die Glocke wurde von lothringischen Glockengießer gegossen, die nach Württemberg kamen, um die große Nachfrage zu decken. Etwa 1650 ließ sich beispielsweise in Rottenburg die lothringische Wandergießerfamilie Rosier nieder. Wie die meisten Glocken dieser Zeit, erreicht die Kienlin-Glocke nicht die Qualität mittelalterlicher Glocken.

## Söhne
- Stephan († vor 1583, ⚭ 1558 Maria Kaiser aus Entringen)
- Joseph († 1619, ⚭ 1566)
- Sixt († 1608, ⚭ 1. 1570, ⚭ 2. 1572)

## Töchter
- Maria (* um 1540 Tübingen, ⚭ 1564 Tobias Kindsvater, aus Giengen an der Brenz, Pfarrer zu Reutlingen)